# Набережная реки Мойки, 80-82
Дом на набережной Мойки, 80-82 — историческое здание в центре Санкт-Петербурга, на набережной реки Мойки. Это угловое здание, которое выходит одним фасадом на реку Мойку, другим — на Фонарный переулок. Во дворе дома расположены исторические Воронинские (Фонарные) бани.

## Общие сведения
Изначально при застройке местности существовала два участка — набережная Мойки, 80 и набережная Мойки, 82. Современное здание — это два дома на разных участках, объединённые единым фасадом. Соседние участки — это особняк А. О. Смирновой-Россет (дом 78) и участок дома Ланского, позднее князя Касаткина-Ростовского (дом 84).
До 1870-х годов это были два разных участка, угловым домом № 80 владело государство и в нём размещался Департамент внешней торговли, в котором, в частности, служили будущий декабрист В. М. Голицын, будущий актёр В. А. Каратыгин, учёный Л. Н. Майков.
Дом № 82 являлся доходным домом некоего Егермана. В 1824 и 1826 годах в доме № 82 жил русский драматург А. А. Жандр, у него на квартире в июне 1826 года, во время остановки в Санкт-Петербурге проживал А. С. Грибоедов.
В 1870—1871 годах во дворе дома Егермана по проекту архитектора П. Ю. Сюзора были построены Воронинские бани (названные так по имени нового владельца участка, учёного-ботаника Михаила Степановича Воронина). Созданные бани имели все современные технические достижения, специальная вентиляция, фонтаны и бассейны с регулируемым уровнем и температурой воды, покрытые изразцами каменки с разбрызгивателями, специальное асфальтовое покрытие для хождения босиком и др.
За создание бань в 1872 году на Политехнической выставке в Вене архитектор П. Ю. Сюзор был награждён медалью.
В 1874 году доходный дом Воронина по набережной Мойки был перестроен также по проекту П. Ю. Сюзора: надстроен еще одним этажом с изменением декора фасадов. Четырехэтажный каменный дом сохранил свою первоначальную структуру и декор фасадов в характере эклектики. Еще один доходный дом Воронина находился по соседству, на углу Фонарного переулка и переулка Пирогова. Он был построен в 1857 году по проекту архитектора А. С. Кирилова и перестройке не подвергался. Оба дома образовывали вокруг бань почти замкнутое каре.
Сам Михаил Воронин жил в другом месте — на Мастерской улице, дома № 5 — № 7, но здесь регулярно бывал.
С 1917 года в здании доходного дома были размещены государственные учреждения, здание сохранилось до современного момента, в последние годы в нём было открыто два ресторана. Баня не изменила свой профиль и под названием «Бани № 43» просуществовала до 2006 года, когда была закрыта по причине ветхости. В 2010 году было объявлено о реконструкции бань, которые являются памятником архитектуры регионального значения. Инвестором проекта выступает ООО «Аркус».
Доходные дома Воронина в 2001 году были включены КГИОПом в перечень выявленных объектов культурного наследия под номером 210.
Широко известно здание стало благодаря совершённому в нём в 2019 году убийству аспирантки Института истории СПбГУ Анастасии Ещенко её возлюбленным, историком Олегом Соколовым.

## В кино
В дворе и парадных дома проходили съёмки первого сезона сериала «Улицы разбитых фонарей», серия «Напиток для настоящих мужчин» (в 1998 году, за 20 лет до реального резонансного убийства в этом доме).